# Figli della Madre di Dio Addolorata
I Figli della Madre di Dio Addolorata (in latino Filii Matris Dei Dolorosae, in polacco Synówie Matki Boskiej Bolesnej) sono un istituto religioso maschile di diritto pontificio: i membri di questa congregazione laicale, detti popolarmente Doloristi, pospongono al loro nome la sigla F.M.D.D.

## Storia

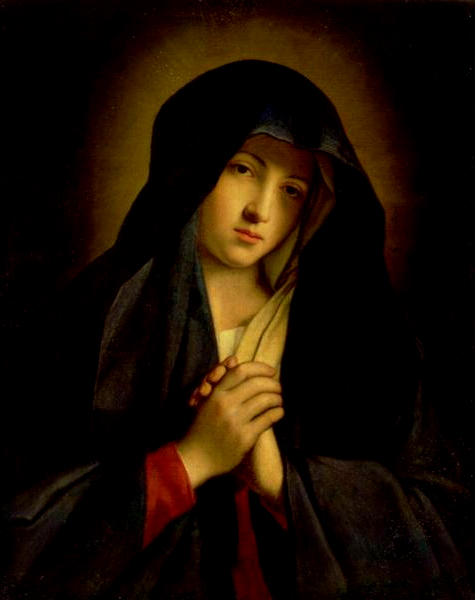
L'Addolorata, titolare della congregazione: opera del Sassoferrato

La congregazione trae origine dalla comunità organizzata dal cappuccino polacco Onorato da Biała (1829-1916), che l'8 dicembre 1880 riunì a Nowe Miasto alcuni terziari francescani affidando loro le missioni di promuovere lo spirito cristiano nelle classi lavoratrici e di istruire e avviare al lavoro la gioventù: nel 1901 la fraternità venne dotata di costituzioni proprie e venne aperto il primo noviziato.
L'istituto, aggregato all'ordine dei Frati Minori Cappuccini dal 29 gennaio 1924, ricevette il pontificio decreto di lode il 6 febbraio 1924; la congregazione e le sue costituzioni vennero approvate definitivamente dalla Santa Sede il 6 febbraio 1934.
Il fondatore è stato beatificato da Giovanni Paolo II il 16 ottobre 1988.

## Attività e diffusione
I doloristi si occupano di varie opere di apostolato sociale, particolarmente dell'educazione della gioventù operaia.
La loro sede generalizia è a Varsavia.
Nel 2004 la congregazione contava 3 case e 13 religiosi, 3 dei quali sacerdoti.